# 世良正利
世良 正利（せら まさとし、1918年2月8日 - 2008年7月31日）は、日本の心理学者、中央大学名誉教授。人格心理学、社会心理学専攻。ソビエト心理学、日本人論などを研究した。

## 略歴
広島県生まれ。1942年東京帝国大学文学部心理学科卒業。海軍技術研究所、東京女子経済専門学校勤務を経て、中央大学文学部助教授、教授。1979年度から1984年度まで同大学人文科学研究所長。1989年定年退任、名誉教授。2008年7月31日没。

## 論文
- 「社會科とその參考書、コレクション」『生活學校』 第3巻 6号、1948
- 「學習指導要領社會科篇批判」『生活學校』 第3巻 6号、1948
- 「日本人の「廻れ右」―ルース・ベネデイクトの『菊と刀』に関連して」『現代心理』 第1号、1949
- 「演劇教育の立場からとらえた人格心理学の諸問題」『机』 第7巻 7号 、1956
- 「笑い」『机』 第8巻 1号、1957
- 「演劇教育の心理学的基礎」『中央大学文学部紀要』 第8号、1957
- 「人間行動の基礎理論」『中央大学文学部紀要』 第22号、1961
- 「言語的手段による心理療法 (特集 話しことばの類型)」『言語生活』 第122号、1961
- 「笑いとは何か」『理想』 第351号、1962
- 「討論の概要 (日本教育心理学会第4回総会部門別研究発表要旨・討論の概要 8. 人格 (3))」（牛島義友と共著）『教育心理学年報』 第2巻 、1963
- 「築島謙三 文化心理学基礎論、勁草書房(1962)」『教育心理学研究』 第11巻 2号、1963
- 「心理とイデオロギー」『理想』 第373号 、1964
- 「日本人の立身出世主義と権威主義」『児童心理』 第22巻 2号、1968
- 「日本語と日本人の発想法」『言語生活』 第231号 、1970
- 「日本人の優越感・劣等感」『児童心理』 第26巻 9号 、1972
- 「教育心理学における方法としての弁証法」（内藤耕次郎、城戸幡太郎、西平直喜、松村康平と共著）『教育心理学年報』 第12巻 、1973
- 「社会主義国を中心として・社会心理学の国際的展望 人間と社会の未来を予測するために（シンポジウム）第2部社会心理学の国際的意義」『年報社会心理学』 第14号、1973
- 「日本人の帰属意識―「不分離性の原理」の理論からの考察」『中央大学経済研究所年報』 第8号、1977
- 「日本人論再考に寄せて」『こころの健康』 第5巻 1号、1990

## 著書
- 『人間とは何か 心理学的考察』學藝書房、1955
- 『日本人の笑い』法政大学出版局、1959
- 『はだかの日本人 笑いのそこにひそむもの』講談社、1960 ミリオン・ブックス
- 『日本人のパーソナリティ』紀伊国屋新書、1963
- 『日本人の心』日本放送出版協会、1965 NHKブックス
- 『人はどこまで変われる? ―性格心理(秘)ガイド 秘密のあなたを見つけ出す、ココロの法則』青春出版社、1994 青春best文庫

## 共編著
- 『一般心理学』乾孝共著 巌松堂書店、1951
- 『人間性序説―心理学の諸問題』永丘智郎、津久井佐喜男共編 學藝書房、1954
- 『現代心理学ハンドブック』津久井佐喜男、滝沢武久共編 學藝書房、1959
- 『中央大学100周年記念論文集 文学部』安川定男、長田光展、武藤脩二、前野光弘、田野崎昭夫共著 中央大学、1985
- 『民衆文化の構成と展開―遠野物語から民衆的イベントへ』田野崎昭夫、竹村祥子、渡辺友左、加藤正泰、奥田泰弘共著 中央大学出版部、1989

## 翻訳
- 『心理学とは何か ソヴエト心理学はこれをどうみているか』編 牧山啓、木内淳吾共訳 學藝書房、1955
- 『人間・文化・民族の心理 現代ソビトエ心理学論集』木内淳吾、坂本市郎、松野豊共訳 三友社、1972

## 参考
- 『日本人の心』（日本放送出版協会、1965年 NHKブックス）著者紹介